# Cantherhines verecundus
Cantherhines verecundus là một loài cá biển thuộc chi Cantherhines trong họ Cá bò giấy. Loài cá này được mô tả lần đầu tiên vào năm 1925.

## Từ nguyên
Tính từ định danh verecundus trong tiếng Latinh nghĩa là "khiêm tốn; nhút nhát", không rõ hàm ý của tác giả Eric Knight Jordan (con trai của nhà ngư học David Starr Jordan). Dự án ETYFish cho rằng, hàm ý có thể đề cập đến màu sắc kém nổi bật hơn so với Cantherhines sandwichiensis.

## Phân bố và môi trường sống
C. verecundus là loài đặc hữu của quần đảo Hawaii, sống trên các rạn san hô ở độ sâu đến khoảng 14–92 m.

## Mô tả
Chiều dài cơ thể lớn nhất được ghi nhận ở C. verecundus là 12,5 cm.
Số gai vây lưng: 2; Số tia vây lưng: 33–36; Số gai vây hậu môn: 0; Số tia vây hậu môn: 30–32; Số tia vây ngực: 12–13.

## Sinh thái
C. verecundus ăn các loài sinh vật đáy như giáp xác, sống đuôi, động vật hình rêu và trùng lỗ. Phân tích ruột của C. verecundus cho thấy, chúng còn ăn cả tảo, hải miên, sao biển đuôi rắn, giun nhiều tơ, nhuyễn thể hai mảnh vỏ và trứng của loài không xác định.

## Phân loại
C. verecundus tạo thành nhóm phức hợp loài với Cantherhines fronticinctus.